# Delut
Delut é uma comuna francesa na região administrativa de Grande Leste, no departamento de Meuse. Estende-se por uma área de 9,18 km². Em 2010 a comuna tinha 122 habitantes (densidade: 13,3 hab./km²).